# Проспект Соборності (Луцьк)
Проспект Соборності — проспект у середмісті Луцька. Одна з основних магістралей міста.
Бере початок від роздоріжжя вулиці Захисників України, проспекту Відродження та вулиці Єршова, рухається на південний захід до мосту біля залізничного вокзалу, де переходить в проспект Перемоги. На перехресті з проспектом Молоді утворює площу Героїв Майдану перед будинком РАЦСу.
Проспект названо на честь возз'єднання Української Народної Республіки й Західноукраїнської Народної Республіки 22 січня 1919 року.

## Державні установи
- РАЦС — пр-т Соборності 18.

## Церкви
- Кафедральний собор Всіх Святих Землі Волинської — пр-т Соборності 39.

## Пам'ятники
У серпні 2008 року встановлено камінь на площі Героїв Майдану перед РАЦСом. На його місці заплановане спорудження в майбутньому пам'ятника керівникові ОУН Степану Бандері.

## Торгівля
- Торговий дім «Тигрес» — пр-т Соборності 11. - закрито
- ТЦ «Гостинець» — пр-т Соборності 11.
- Магазин «Троянда» — пр-т Соборності 14-А.
- Гіпермаркет ТАМ-ТАМ — пр-т Соборності 43.

## Заклади харчування
- Кафе «Мальвіна» — пр-т Соборності 4. - закрито
- Кафе «Зустріч» — пр-т Соборності 4. - закрито
- Ресторан «Ювілейний» — пр-т Соборності 11. - закрито
- Піцерія «Фелічіта» — пр-т Соборності 11.
- Кафе «Піраміда» — пр-т Соборності 11. - закрито
- Піцерія «Тарантелла» — пр-т Соборності 11. - закрито
- Кафе «Данго» — пр-т Соборності 11-Ж. - закрито
- Паб «Горище» — пр-т Соборності 14-А. - закрито
- Кафе «Фієста» — пр-т Соборності 26. - закрито
- Бар «Аверс» — пр-т Соборності 28.
- Ресторан «Княжий двір» — пр-т Соборності 30.
- Піцерія «Дюна» — пр-т Соборності 36. - закрито
- Бар «Брама» — пр-т Соборності 43. - закрито
- Кафе «Теревені» — пр-т Соборності 9а.
- Ресторан «GOBI» — пр-т Соборності 22Б.
- Ресторан «Хліб Сіль» — пр-т Соборності 16в.
- Бар «ZAVIDE» — пр-т Соборності 14а.
- Паб «Добре Пиво» — пр-т Соборності 40.

## Аптеки
- Аптека «Сальве» № 1 — пр-т Соборності 6/4. - закрито
- Аптека Волиньфарм № 6 — пр-т Соборності , 11-А.
- Аптека Волиньфарм № 31 — пр-т Соборності, 14.
- Аптека Доброго дня — пр-т Соборності, 14-А.
- Аптека Гедеон Рихтер № 6 — пр-т Соборності, 15.
- Аптека «Сальве» № 9 — пр-т Соборності 28. - закрито
- Аптека «Сальве» — пр-т Соборності 30.
- Аптека Волиньфарм № 17 — пр-т Соборності, 32.

## Цікаве
- 20 липня 2011 року депутати луцької міської ради виділили 150 тисяч гривень на встановлення пам'ятника Степану Бандері перед будівлею РАЦС.

- Луцька міськрада розраховує отримати по 1,5 мільйона євро у рамках Програми Добросусідства Польща-Білорусь-Україна на реконструкцію проспекту Соборності та міського зоопарку.

- Будинок-вулик — найдовший житловий будинок у світі, частково зведений по проспекту Соборності.

- У 2021 році на проспекті планувалося відкрити перший у місті McDonald's[1].